# Lucijan Fižuleto
Lucijan Fižuleto (* 23. Februar 1994 in Celje) ist ein slowenischer Handballspieler, der beim österreichischen Verein HC LINZ AG spielt.

## Karriere
Fižuleto begann im Alter von 10 Jahren, in der Jugend von RK Celje, Handball zu spielen. Nach einiger Zeit bei RK Sevnica kehrte der Rückraumspieler nach Celje zurück. 2015/16 lief der Rechtshänder das erste Mal in der EHF Champions League und damit in einem internationalen Bewerb, auf. Im Dezember der Saison 2016/17 wechselte Fižuleto auf Leihbasis zum Ligakonkurrenten RK Maribor Branik, als Grund für den Wechsel nannte der Spieler später mangelnde Einsatzzeiten. Mit dem Team erreichte Fižuleto das Finale des slowenischen Pokals, scheiterte dort allerdings an seinem Stammverein. Für die Saison 2017/18 wurde er an den österreichischen Verein HC Bruck verliehen, welcher an der spusu Liga teilnahm. Eine Saison später (2018/19) wurde der Slowene an den UHK Krems entlehnt.
Im Januar 2020 wurde bekannt, dass Fižuleto einen ab der Saison 2020/21 gültigen Zweijahresvertrag bei HT Tatran Prešov unterschrieben hat. Bereits für die Saison 2021/22 wurde er allerdings vom HC Linz AG verpflichtet. In der Saison 2021/22 erzielte Fižuleto die meisten Tore im Grunddurchgang der Handball Liga Austria. 2023/24 konnte er sich, mit den Oberösterreichern, den Meistertitel der HLA Meisterliga sichern.

## HLA-Bilanz
| 2017/18   | HC Bruck                                                        | HLA                                                             | 29                                                              | 149                                                             | 0/0                                                             | 149                                                             |                                                                 |                                                                 |                                                                 |                                                                 |
| 2018/19   | UHK Krems                                                       | HLA                                                             | 31                                                              | 127                                                             | 5/5                                                             | 122                                                             |                                                                 |                                                                 |                                                                 |                                                                 |
| 2019/20   | Saison aufgrund der COVID-19-Pandemie in Österreich abgebrochen | Saison aufgrund der COVID-19-Pandemie in Österreich abgebrochen | Saison aufgrund der COVID-19-Pandemie in Österreich abgebrochen | Saison aufgrund der COVID-19-Pandemie in Österreich abgebrochen | Saison aufgrund der COVID-19-Pandemie in Österreich abgebrochen | Saison aufgrund der COVID-19-Pandemie in Österreich abgebrochen | Saison aufgrund der COVID-19-Pandemie in Österreich abgebrochen | Saison aufgrund der COVID-19-Pandemie in Österreich abgebrochen | Saison aufgrund der COVID-19-Pandemie in Österreich abgebrochen | Saison aufgrund der COVID-19-Pandemie in Österreich abgebrochen |
| 2021/22   | HC Linz AG                                                      | HLA                                                             | 27                                                              | 232                                                             | 57/72                                                           | 175                                                             |                                                                 |                                                                 |                                                                 |                                                                 |
| 2022/23   | HC Linz AG                                                      | HLA                                                             | 28                                                              | 154                                                             | 42/57                                                           | 112                                                             |                                                                 |                                                                 |                                                                 |                                                                 |
| 2023/24   | HC Linz AG                                                      | HLA                                                             | 27                                                              | 113                                                             | 18/22                                                           | 112                                                             |                                                                 |                                                                 |                                                                 |                                                                 |
| 2024/25   | HC Linz AG                                                      | HLA                                                             | 20                                                              | 91                                                              | 17/23                                                           | 112                                                             |                                                                 |                                                                 |                                                                 |                                                                 |
| 2017–2025 | gesamt                                                          | HLA                                                             | 162                                                             | 866                                                             | 139/174 (80 %)                                                  | 727                                                             |                                                                 |                                                                 |                                                                 |                                                                 |

## Erfolge
- RK Celje
  - Slowenischer Meister 2015/16
  - Slowenischer Pokalsieger 2015/16
- UHK Krems
  - Österreichischer Pokalsieger 2018/19
  - Österreichischer Meister 2018/19
- HC Linz AG
  - Österreichischer Meister 2023/24